# Aku wa sonzai shinai
Aku wa sonzai shinai ( 悪は存在しない; Engels: Evil Does Not Exist) is een Japanse film uit 2023, geregisseerd en geschreven door Ryusuke Hamaguchi.

## Verhaal
In Harasawa, een klein plattelandsdorpje niet ver van Tokio, woont de alleenstaande vader Takumi met zijn jonge dochter Hana. Hij doet klusjes voor de lokale bevolking, zoals houthakken en bronwater halen. De rust van het dorp staat op het punt verstoord te worden door de komst van het bedrijf Playmode uit Tokio, dat een glamping-site voor stadstoeristen wil bouwen. Takumi en zijn buren ontdekken dat dit ernstige gevolgen zal hebben voor de ecologie en de gezondheid en netheid van hun gemeenschap.

## Rolverdeling
| Acteur          | Personage |
| --------------- | --------- |
| Hitoshi Omika   | Takumi    |
| Ryo Nishikawa   |           |
| Ryuji Kosaka    |           |
| Ayaka Shibutani |           |
| Hazuki Kikuchi  |           |
| Hiroyuki Miura  |           |

## Productie
Hamaguchi begon in januari 2023 aan de productie te werken, met de bedoeling een film van 30 minuten te maken, begeleid door livemuziek gecomponeerd door Eiko Ishibashi. Naarmate de opnames vorderden en langer werden, besloot Hamaguchi er een speelfilm met dialoog van te maken. Daarom zijn er twee versies van de film: Evil Does Not Exist en Gift. Laatstgenoemde is de oorspronkelijk bedoelde versie zonder dialoog en met livemuziek van Ishibashi, die in oktober 2023 in wereldpremière zal gaan op het Film Fest Gent.

## Release en ontvangst
Aku wa sonzai shinai ging op 4 september 2023 in première in de officiële competitie van het Filmfestival van Venetië en won de FIPRESCI-prijs. De film kreeg positieve kritieken van de filmcritici, met een score van 94% op Rotten Tomatoes, gebaseerd op 18 beoordelingen.

## Prijzen en nominaties
De belangrijkste:
| Jaar | Prijs                    | Categorie      | Genomineerde(n)   | Uitslag     |
| ---- | ------------------------ | -------------- | ----------------- | ----------- |
| 2023 | Filmfestival van Venetië | Gouden Leeuw   | Ryusuke Hamaguchi | Genomineerd |
| 2023 | Filmfestival van Venetië | FIPRESCI-prijs | Ryusuke Hamaguchi | Gewonnen    |